# 洪弼
洪弼（1411年—？），字士直，浙江嚴州府淳安縣人，民籍，明朝政治人物。進士出身。

## 生平
正統六年（1441年）辛酉科浙江鄉試第六名。景泰二年（1451年）辛未科會試第五十九名，殿試登進士第三甲第八十二名。祖父洪子達。父亲洪宗德。